# Bulgaria agli VIII Giochi olimpici invernali
La Bulgaria partecipò agli VIII Giochi olimpici invernali, svoltisi a Squaw Valley, Stati Uniti, dal 18 al 28 febbraio 1960, con una delegazione di 7 atleti impegnati in due discipline.